# Таблиця спряженості
У статистиці, таблиця спряженості (таблиця контингентності або  факторна таблиця) — таблиця, у форматі матриці, яка показує розподіл частоти змінних. Вона широко використовуються в дослідженнях обстеження, бізнес-аналітиці, інженерних та наукових дослідженнях. Таблиця дає змогу побачити основну картину взаємозв'язку між двома змінними, а також допомогти знайти взаємодію між ними. Термін «таблиця спряженості» був вперше використаний Карлом Пірсоном в «теорії випадковості та її ставлення до асоціації й нормальної кореляції», що входить до частини Drapers' Company Research Memoirs: Biometric Series першого видання в 1904 році.